# Рычан, Казимеж
Кази́меж Ры́чан (пол. Kazimierz Ryczan, 10 февраля 1939 года, Журавица, Подкарпатское воеводство, Польша — 13 сентября 2017, Кельце, Польша) — католический прелат, епископ епархии Кельце с 17 июля 1993 года.

## Биография
С 1956 года по 1963 год обучался в Высшей духовной семинарии в Пшемысле. 10 февраля 1963 года был рукоположён в священника епископом Францишеком Бардой. С 1963 года по 1965 год был викарием католического прихода в населённом пункте Шебне, Подкарпатское воеводство. C 1965 года был викарием в церкви святых Войцеха и Станислава в Жешуве. 1966 по 1969 год обучался в Люблинском католическом университете, по окончании которого получил научную степень лицензиата. С 1970 года по 1975 год преподавал в Высшей духовной семинарии в Пшемысле. В 1978 году защитил в Люблинском католическом университете диссертацию, получив научную степень доктора наук. В 1979 году обучался в Парижском католическом институте и в 1989 году — в Лувенском университете.
17 июля 1993 года Римский папа Иоанн Павел II назначил Казимежа Рычана епископом епархии Кельце. 11 сентября 1993 года состоялось рукоположение Казимежа Рычана в епископа, которое совершил архиепископ Кракова кардинал Франтишек Махарский в сослужении с титулярным епископом Луни и секретарём Конгрегации по канонизации святых Эдвардом Новаком и титулярным епископом Рапидума Мечиславом Яворским.
В 1996 году был принят в члены рыцарского ордена святого Гроба Господнего.

## Награды
- Золотая медаль «За долголетнюю службу» (2009)